# David Ochoa (piłkarz)
David Ochoa Ramírez (ur. 16 stycznia 2001 w Oxnard) – meksykański piłkarz z obywatelstwem amerykańskim występujący na pozycji bramkarza, od 2024 roku zawodnik amerykańskiego Los Angeles FC.